# Villa Coppedè
 (février 2024).
La Villa Coppedè (également connue sous le nom de Castello Coppedè) est une résidence historique de la ville de Gênes en Italie.

## Histoire et description
La villa a été construite en 1902 sur le projet de l'architecte florentin Gino Coppedè qui y vécut pendant son séjour à Gênes.
La villa est située à Quarto dei Mille à l'est du centre de Gênes. Exemple de style néo-médiéval, elle présente des façades en pierre et en brique, des tourelles, des fenêtres à meneaux et des fenêtres à trifores.